# Altalaj

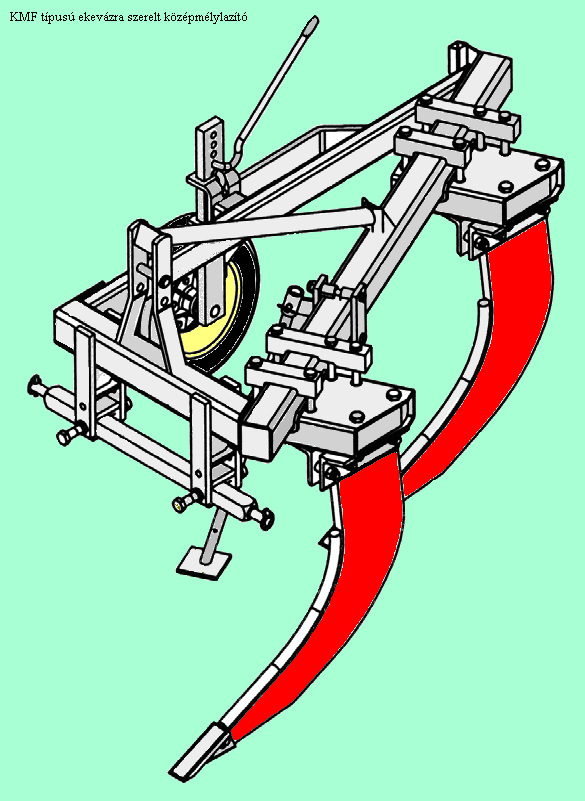

Az altalaj megművelt termőtalaj alatti része, amelyet az egyszerű földművelő eszköz (eke, ásó) már nem ér el, nem munkál meg. 
Az altalaj összetételének, tulajdonságainak, rétegezettségének, mélységének ismerete a talaj termőképességének megítélése szempontjából nagyon fontos, mert az altalaj nagyban befolyásolja a felső talajréteg termőképességét, víz és tápanyag ellátottságát. Színe rendesen világosabb, szövete tömöttebb, mint a felső talajé, a tápanyagok benne nyers állapotban fordulnak elő. Mélysége különböző, általában 40-70 cm-ben határozzák meg. Megkülönböztetnek a feltalajjal azonos és tőle elütő altalaj-t, továbbá vizet átbocsátó, át nem bocsátó, szívó, átalakítható, vasas stb. altalajt. 
Az altalaj megmunkálásához rendszerint ekére szerelt kiegészítő eszközt, az ekevázra szerelhető altalajlazítót használnak, mely a talajnak a rendes szántásnál mélyebb, a barázdafenék alatt további 5–40 cm mélységben, forgatás nélküli lazítására, illetve az altalaj javítását célzó anyagok (pl.: szalma, törek, mész, kőpor stb.) altalajba juttatására való.
Az ekevázra szerelhető altalajlazító készülhet 1-2-3-4-6-os kivitelben, az utóbbiak egyre nagyobb erőforrást igényelnek. 